# مارك فيلان
مارك فيلان (بالإنجليزية: Mark Phelan)‏ هو لاعب قذف أيرلندي، ولد في 1983.